# Richard H. Black
Richard Hayden Black (* 15. Mai 1944 in Baltimore, Maryland) ist ein US-amerikanischer Politiker (Republikanische Partei).

## Biografie
Im Jahr 1963 trat Black den Marines bei und kam in Vietnam zum Einsatz. Dort absolvierte er als Pilot 269 Helikoptermissionen. Des Weiteren kämpfte Black als Teil des 1. Marine-Regimentes in Bodenkampfhandlungen. Für im Kampf erlittene Verletzungen erhielt er das Purple Heart. Nach dem Vietnamkrieg diente er als Fluglehrer und besuchte später die Ingenieursschule. Er schloss seine dortige Ausbildung als Zweitbester ab und wurde Company Commander. Als solcher kam er mit seiner 240 Mann starken Einheit auf der zu Puerto Rico gehörenden Insel Vieques zum Einsatz.
Nach seinem Ausscheiden aus dem United States Marine Corps begann er an der University of Florida zu studieren. Durch seine zweifache Wahl als Mitglied des Student Senate der Universität kam er hier erstmals mit Politik in Berührung. 1973 schloss Black sein Studium mit Auszeichnung an der School of Business ab und erhielt seinen Bachelor of Science in Business Administration (B.S.B.A.). 1976 erhielt er seinen Juris Doctor.
Black praktizierte danach als Anwalt in Fort Walton Beach, Florida. Im Anschluss daran wurde er im Rang eines Majors in dem Judge Advocate General’s Corps (JAG) tätig. Vom Judge Advocate General of the Army wurde er zum Leiter des JAG-Büros in Fort Leonard Wood, Missouri ernannt. Im weiteren Verlauf seiner Karriere wurde er in Fort Lewis (Washington), wo ihm 40 Anwälte unterstanden, tätig und fungierte als Leiter der Army's Criminal Law Division im Verteidigungsministerium der Vereinigten Staaten. Im Jahr 1994 zog sich Black, nun im Rang eines Colonels, aus dem aktiven Dienst zurück und wurde Partner in der Rechtsanwaltskanzlei Taylor, Horbaly, and Black.
Im Februar 1998 wurde er in das Abgeordnetenhaus von Virginia gewählt und gehörte diesem von 1998 bis 2006 an. Am 8. November 2011 erfolgte seine Wahl in den Senat von Virginia. Diesem gehörte er von Januar 2012 bis Januar 2020 als Senator an.
Black ist verheiratet und hat drei Kinder.